# Psychoda torquata
Psychoda torquata és una espècie d'insecte dípter pertanyent a la família dels psicòdids.

## Descripció
- Femella: cos marró clar, antenes de 0,9-1 mm de llargària i 15 artells (el núm. 14 una mica més petit que el 15), membranes alars clares, placa subgenital compacta i en forma de "Y", i ales d'1,5-1,7 mm de longitud i 0,6-0,7 d'amplada.
- El mascle no ha estat encara descrit.[2]

## Distribució geogràfica
Es troba a l'illa de Borneo.